# Lucius Iulius Ursus
Lucius Iulius Ursus est un chevalier romain du Ier siècle, préfet du prétoire puis sénateur et trois fois consul suffect, en 84 sous le règne de Domitien, et en 98 et 100 au début du règne de Trajan.

## Biographie
Il serait vraisemblablement d'origine narbonnaise, mais peut-être hispanique,.
Il est peut-être le fils de Tiberius Iulius Lupus et le frère de Publius Iulius Lupus, consul suffect en 98.
Chevalier romain, il occupe coup sur coup les trois postes les plus prestigieux pour un membre de l'ordre équestre sous les trois empereurs de la dynastie flavienne : préfet de l'annone avant 79, puis préfet d'Égypte vers 79-80 et enfin préfet du prétoire, vraisemblablement de 81 à 83,,, peut-être aux côtés de Cornelius Fuscus (préfet jusqu'en 86).
Lors de ses préfectures de l'annone et d'Égypte, il a Sextus Attius Suburanus Aemilianus comme adjoint (futur préfet du prétoire de 98 à 101 puis consul en 101 (suffect) et 104 sous Trajan).
Sa préfecture du prétoire se termine lorsqu'il est nommé au Sénat. Lucius Laberius Maximus lui succède. Iulius Ursus devient, sur demande de Julia Titi, nièce de l'empereur, consul suffect en 84.
Il est à nouveau deux fois consul suffect sous Trajan, en 98 et 100, preuve d'une grande proximité avec le nouvel empereur,.
Il adopte Lucius Iulius Ursus Servianus, figure publique importante sous les règnes des empereurs Domitien, Nerva, Trajan et Hadrien, proche de ces deux derniers, et lui aussi trois fois consul, suffect en 90, éponyme en 102 et 134.

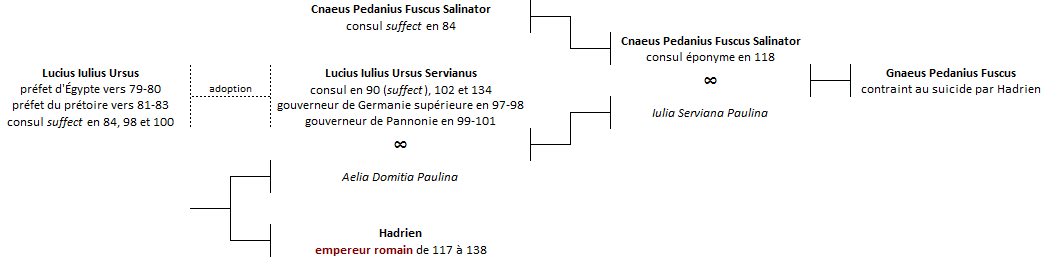
Famille des Iulii Ursi et des Pedanii Fusci sous les Flaviens et les Antonins. Arbre non exhaustif.